# Zonsverduistering van 1 januari 1889

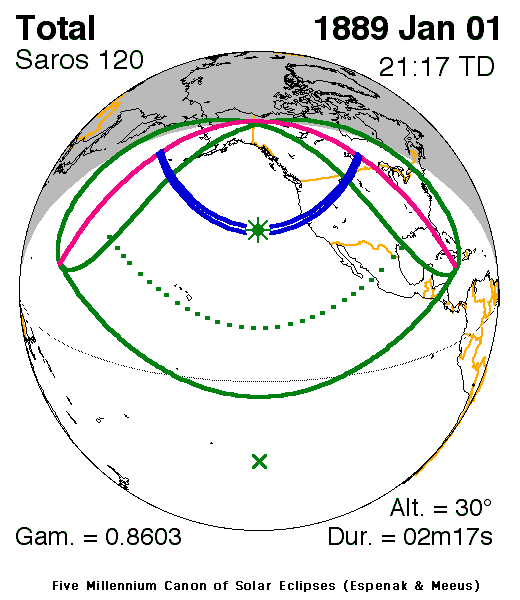

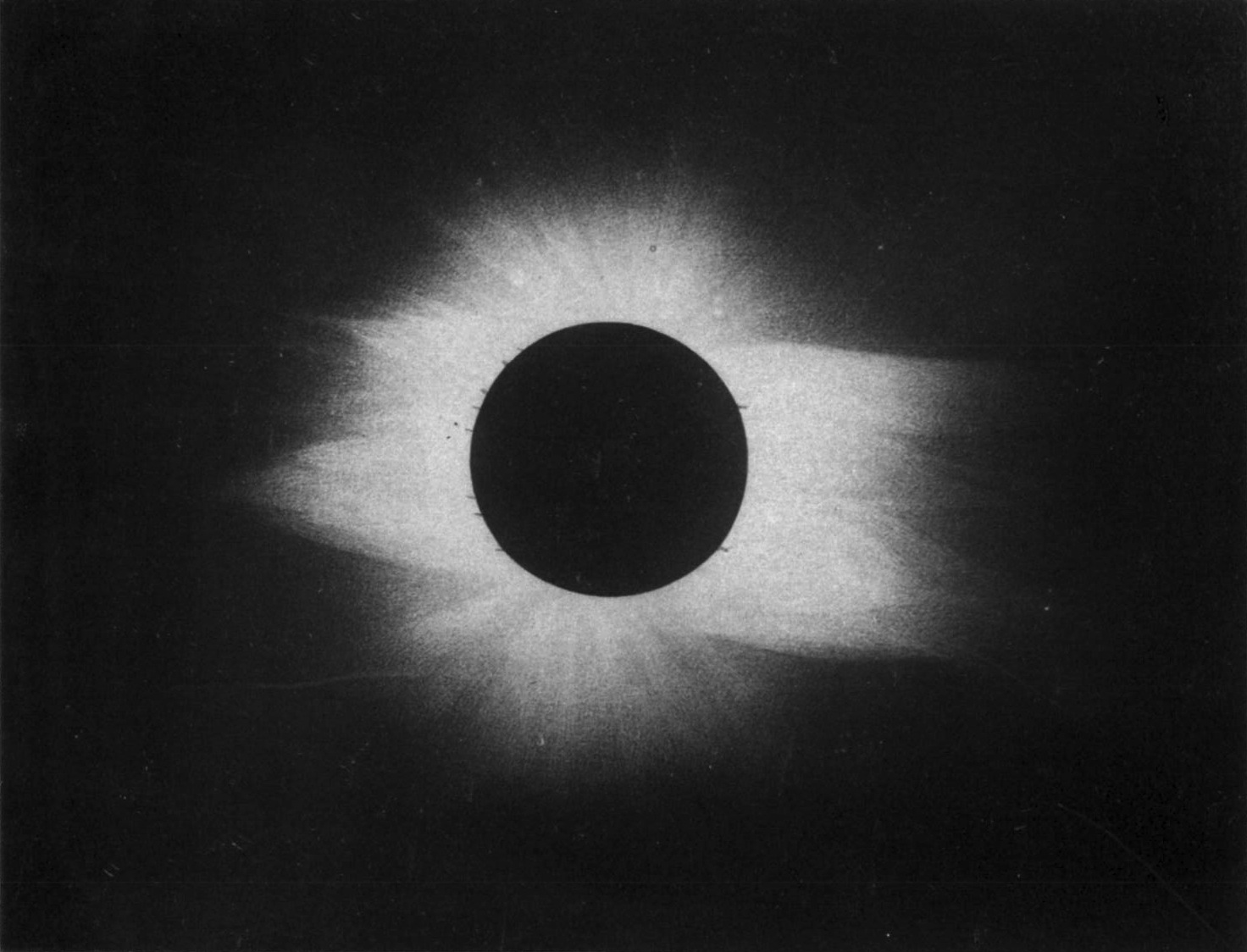
Foto van de corona genomen in Norman (Californië)

De totale zonsverduistering van 1 januari 1889 trok veel over zee, maar was achtereenvolgens te zien in het westen van de Verenigde Staten en Canada. De zonsverduistering begon boven de noordelijke Grote Oceaan en eindigde boven Manitoba in de buurt van het Winnipegmeer.

## Maximum
Het punt met maximale totaliteit (2m17s) lag op zee.

## Zichtbaarheid
De weersomstandigheden over land waren over het algemeen gunstig voor waarnemingen. De zonsverduistering was voor het eerst aan land te zien in het noorden van Californië. In het Lick-observatorium op Mount Hamilton in het midden van Californië was de zonsverduistering voor 95% volledig.
Onderstaand overzicht toont in chronologische volgorde de landen waarin de totale verduistering te zien was:
- Verenigde Staten
- Canada